# Stanton (Misuri)
Stanton es un lugar designado por el censo ubicado en el condado de Franklin en el estado estadounidense de Misuri. En el Censo de 2020 tenía una población de 366 habitantes y una densidad poblacional de 43,21 habitantes por km². Fue incluido como CDP en el censo de 2020. 

## Geografía
Stanton se encuentra ubicado en las coordenadas 38°16′28″N 91°06′21″O / 38.27444, -91.10583.Según la Oficina del Censo de los Estados Unidos, tiene una superficie total de 8,47 km², todos correspondientes a tierra firme.